# Vizita bunicii
Vizita bunicii este un film românesc din 1982 regizat de Isabela Petrașincu.